# Pitt Treumann
Pitt Treumann (14 maart 1940) is een Nederlands voormalig politicus en bestuurder en bankier.

## Biografie
Pitt Treumann is de zoon van Duitse emigranten. Hij groeide op aan de Churchilllaan in Amsterdam-Zuid en volgde tot zijn achttiende montessorionderwijs. Na zijn studie econometrie werd hij wetenschappelijk medewerker aan de Universiteit van Amsterdam. Vanaf zijn achttiende was hij lid van de Partij van de arbeid. 
In 1965 was hij organisator van de eerste Nederlandse "teach-in" naar voorbeeld van de progressieve beweging in Amerika, waarbij urenlange discussies werden gevoerd over de Vietnamoorlog. In die periode was hij ook voorzitter van de studentenvereniging Asva. In 1966 greep hij met een groepje journalisten de macht in afdeling Transvaal-Oosterpark, waarmee de weg werd gebaand voor de opmars van Nieuw Links in de Amsterdamse PvdA. In 1969 speelde hij een rol bij de Maagdenhuisbezetting. In 1970 werd hij gemeenteraadslid en viel op door zijn gedegen dossierkennis. Door zware financiële tegenvallers bij de aanleg van de Oostlijn stemde hij tegen de partijtop in met zijn pleidooi de metroaanleg te stoppen bij het Waterlooplein, om de omstreden sloop van de Nieuwmarktbuurt te voorkomen. Door het brede verzet werd in 1975 het metroplan 1968 herroepen en zou alleen de Oostlijn nog worden voltooid.

## Wethouder

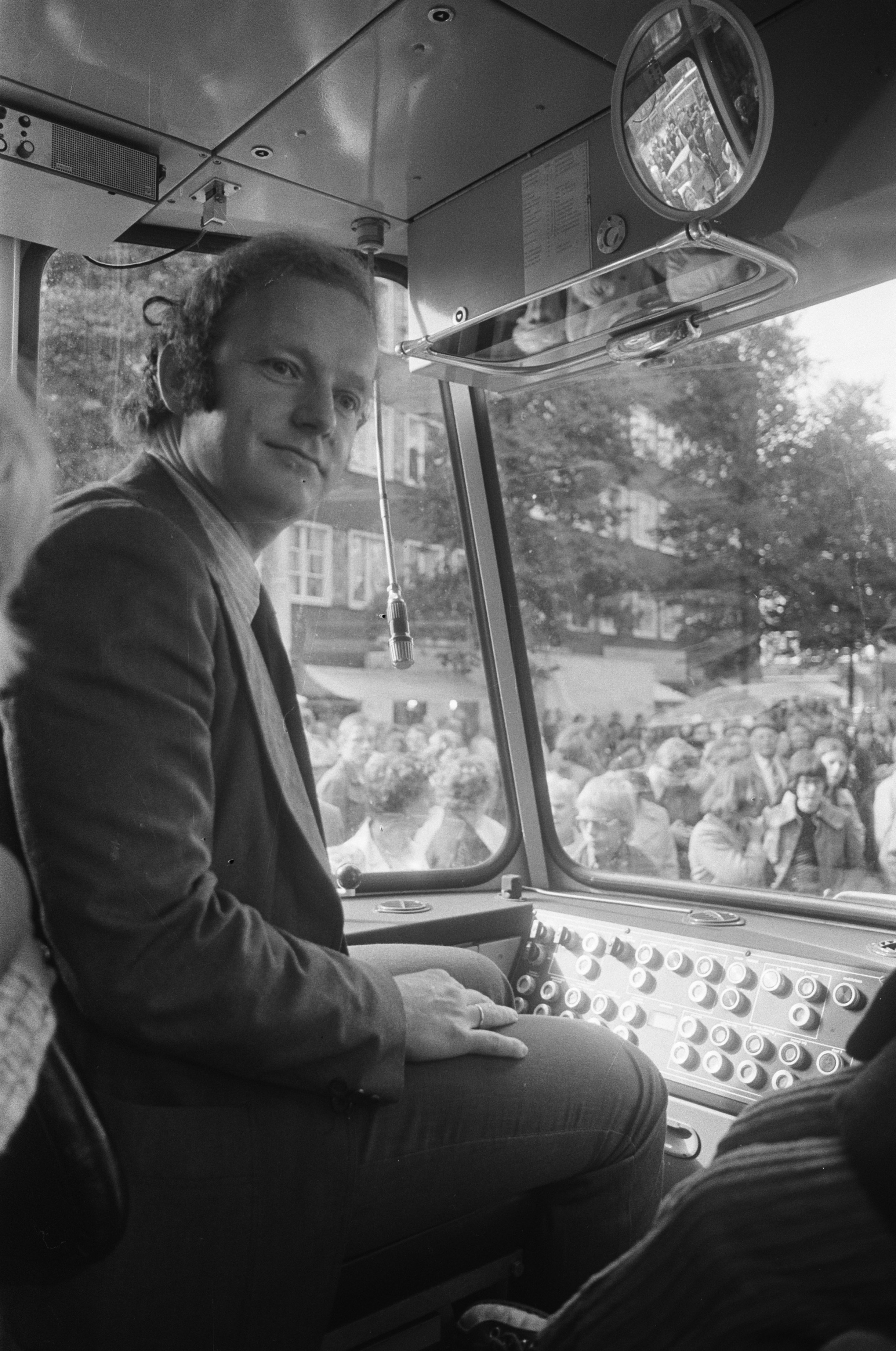
Treumann in bestuurdercabine openingsrit verlengde tram 2

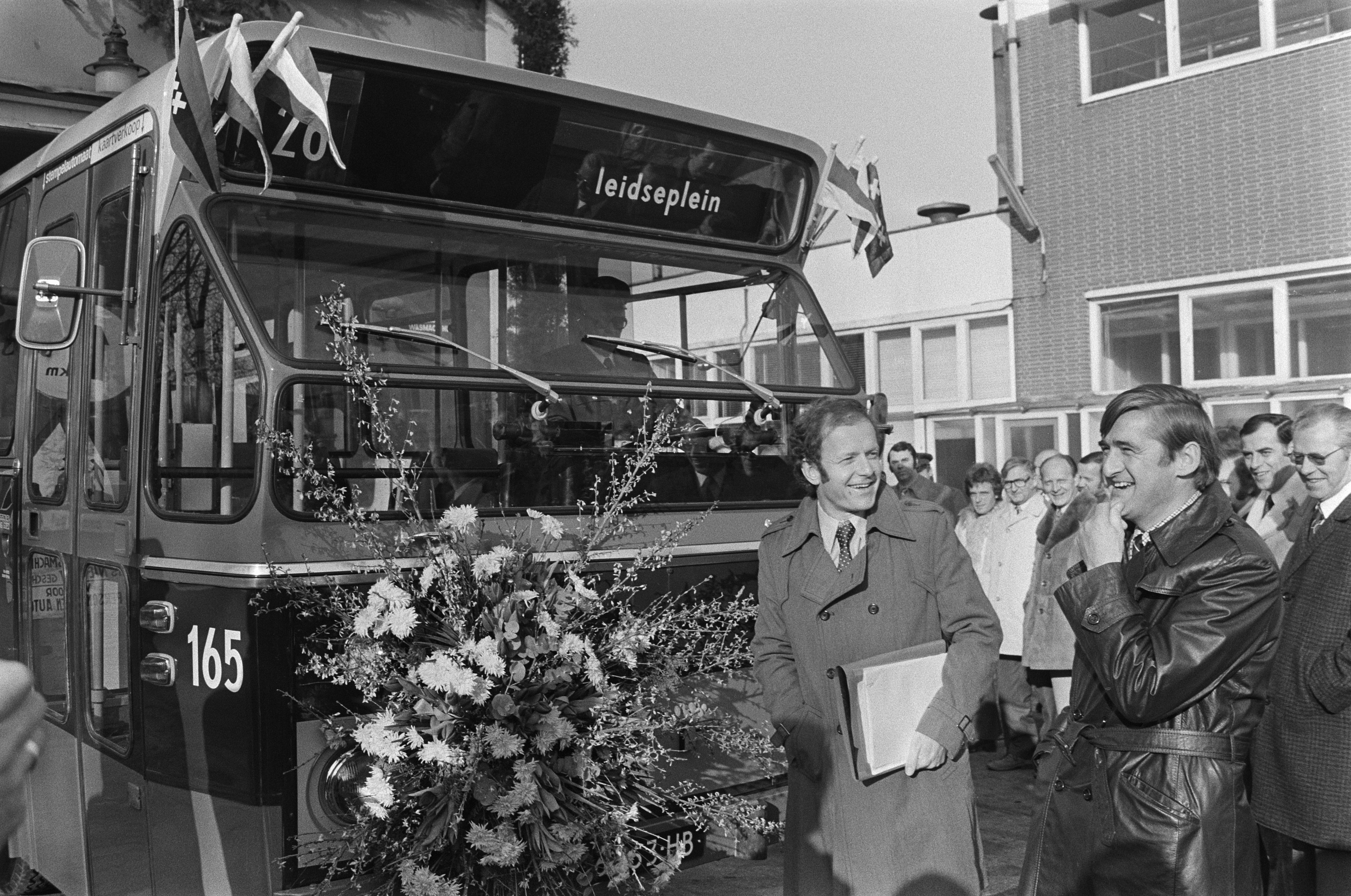
Treumann neemt duizendste standaardbus in gebruik 1976

In 1975 werd Treumann opvolger van Huib Riethof als wethouder verkeer en vervoer maar ook van cultuur. Belangrijke dossiers in zijn wethouderschap waren naast de metrokwestie de opera, verkeersveiligheid maar ook het plan het stadscentrum als proef voor een jaar in de ochtendspits af te sluiten voor binnenkomend particulier autoverkeer dat echter met 18 tegen 23 stemmen in de gemeenteraad werd verworpen. Ook de viering van Amsterdam 700, uitbreiding van de Witkar en de aanleg van de Binnenring waren dossiers. Op 21 september 1975 opende Treumann de Electrische Museumtramlijn Amsterdam en op 4 oktober 1975 reed Treumann de openingsrit van de verlengde tram 2 naar Slotervaart en nam in 1976 de duizendste standaardbus in gebruik. 
In 1978 werd Treumann na partijruzies en interne complotten door zijn opstelling in het metroconflict niet meer op de kandidatenlijst voor de gemeenteraadsverkiezingen gezet. Treumann werd opgevolgd door partijgenoot Michael van der Vlis.

## Na wethouderschap
Treumann trad daarop in de voetsporen van zijn vader, oud-bankier, en ging werken bij de Amro Bank, waar hij directeur werd. Eind jaren tachtig door onvrede met het beleid heeft Treumann zijn PvdA-lidmaatschap opgezegd.
Van 1986 tot 1998 was hij directeur-generaal van de Europese Investeringsbank in Luxemburg. Eind jaren negentig keerde hij terug naar Nederland, waar hij als voorzitter van de Stuurgroep Privatisering Infrastructuur adviseerde over de private financiering van onder meer de Betuweroute. 
In 2010 keerde hij terug in de gemeentepolitiek en speelde een prominente rol voor Red Amsterdam, de anti-Noord/Zuidlijn partij van actrice Nelly Frijda. Treumann wilde geen lijsttrekker worden, dat zou een jonger iemand op zich moeten nemen, maar werd het uiteindelijk wel. Hij deed mee namens Red Amsterdam met een lijsttrekkersdebat van AT5 en Het Parool in de Stadsschouwburg. In 2011 volgde hij nummer 2 van de lijst Nelly Frijda op als gemeenteraadslid en zou dit een jaar blijven en in 2012 opgevolgd door Roderic Evans-Knaup. In de raad pleitte Treumann voor een alternatieve Noord/Zuidlijn, waarbij zou worden afgezien van het boren van tunnels onder de binnenstad.